# 平城兴国寺
平城兴国寺，位于山西省大同市城区小西门兴国寺街永兴里小区西南角，是一处中华人民共和国全国重点文物保护单位。

## 历史
兴国寺建于明万历四十七年（1619年），清康熙六年(1667年)、乾隆三十年(1765)重修。

## 建筑
寺院曾经规模宏大，现仅存正殿，分上下两层，下窑上阁式，上层为木结构，面阔三间，进深两间，单檐歇山顶；下层为三眼砖券窑洞，窑前设五间木构前廊。
山门前原有五彩琉璃五龙壁，已于1980年拆迁于善化寺山门前。

## 保护
2004年6月10日，兴国寺公布为第四批山西省文物保护单位，古建筑类，编号4-158。
2019年10月7日，平城兴国寺升格为第八批全国重点文物保护单位，编号 8-0234-3-037。